# Trinidad och Tobago i olympiska sommarspelen 1976
Trinidad och Tobago deltog med 13 deltagare vid de olympiska sommarspelen 1976 i Montréal. Totalt vann de en guldmedalj.

## Medaljer

### Guld
- Hasely Crawford - Friidrott, 100 meter.

## Cykling
Herrarnas sprint
- Leslie Rawlins — 23:e plats

Herrarnas tempolopp
- Anthony Sellier — 1:11,103 (→ 20:e plats)

## Friidrott
Herrarnas 800 meter
- Horace Tuitt
  - Heat — fullföljde inte (→ gick inte vidare)

Herrarnas 4 x 100 meter
- Anthony Husbands, Chris Brathwaite, Charles Joseph och Francis Adams
  - Heat — 40,08s
  - Semi Finals — 39,88s (→ gick inte vidare)

Herrarnas 4 x 400 meter
- Mike Solomon, Charles Joseph, Horace Tuitt och Joseph Coombs
  - Heat — 3:03,54
  - Final — 3:03,46 (→ 6:e plats)

Herrarnas längdhopp
- George Swanston
  - Qualification — 7,40m (→ gick inte vidare)